# ハザードシンボル
ハザードシンボル（英語: Hazard symbol）とは、危険物または危険な場所について警告するために設計された、容易に認識できる標識である。ハザードシンボルは標準組織によって制定され、使用は法律によって管理される。ハザードシンボルでは、異なる色・背景・境界・補足情報を用いて危険のタイプを識別させる。

## 標準的なハザードシンボル
| Name             | Symbol | Unicode | Image                                                                                |
| ---------------- | ------ | ------- | ------------------------------------------------------------------------------------ |
| 毒性（髑髏と骨） | ☠      | U+2620  | Skull and crossbones                                                                 |
| 注意             | ☡      | U+2621  |                                                                                      |
| 放射性           | ☢      | U+2622  | Radioactivity                                                                        |
| 電離放射線       | N/A    | N/A     | Radioactivity                                                                        |
| 非電離放射線     | N/A    | N/A     | radiowave                                                                            |
| バイオハザード   | ☣      | U+2623  | Biohazard                                                                            |
| 警告             | ⚠      | U+26A0  | warning (ISO 7010 W001)                                                              |
| 高電圧           | ⚡     | U+26A1  | Electric shock hazard symbol (ISO 7010 W012), also known as high voltage symbol      |
| 磁場             | N/A    | N/A     | magnetic field                                                                       |
| 化学兵器（米軍） | N/A    | N/A     | Chemical warfare                                                                     |
| レーザー         | N/A    | N/A     | A typical laser warning symbol                                                       |
| 光線             | N/A    | N/A     | Warning for optical radiation, symbol D-W009 according to German standard DIN 4844-2 |
| 津波             | N/A    | N/A     | Japanese warningsign for Tsunami hazard                                              |

## 放射能標識
国際的な放射能標識は、1946年にカリフォルニア大学バークレー校のバークレー放射線研究所（現ローレンス・バークレー国立研究所）で発明された。当時は、青の背景にマゼンタの配色が採用されるはずだった（右の図を参照）。現在のバージョンでは、黄色の背景に黒の配色が採用されている。そして、半径Rの中心円と、内部が半径1.5Rと外部が半径5Rの60°ずつに区切られた葉が描かれている。
IAEAとISOは、2007年2月15日に従来の三つ葉のシンボルを補うために新しい電離放射線のシンボルを発表した。新しいシンボルは、将来、電離放射線および従来の警告標識に関する知識が失われた場合を想定し、電離放射線の多量な発生源に近いことの潜在的な危険性を警告することを目的としている。

## 欧州連合のハザードシンボル
欧州連合加盟国に輸出する物にはDirective 67/548/EECで定められたハザードシンボルを表示する義務がある。

爆発性　Explosive (E)
酸化剤　Oxidizing agent (O)
強い可燃性　Highly flammable (F)
非常に強い可燃性　Extremely flammable (F+)
有毒　Toxic (T)
猛毒　Very toxic (T+)
有害　Harmful (Xn)
刺激性　Irritant (Xi)
腐食性　Corrosive (C)
環境への危険性　Dangerous for the environment (N)